# Лович-Прекриський
45°40′ пн. ш. 15°27′ сх. д. / 45.66° пн. ш. 15.45° сх. д.
Лович-Прекриський (хорв. Lović Prekriški) — населений пункт у Хорватії, у Карловацькій жупанії у складі міста Озаль.

## Населення
Населення за даними перепису 2011 року становило 72 осіб.
Динаміка чисельності населення поселення: